# SK Innovation
SK Innovation (koreanisch: SK 이노베이션 oder 에스케이 이노베이션, KRX: 096770) ist ein südkoreanisches Unternehmen, das 2011 von der SK Energy abgespalten wurde, die bei der Aufteilung der SK Corporation vom 1. Juli 2007 in eine Holding und die SK Energy entstanden war. SK Innovation ist weltweit an der Exploration und Förderung von 29 Öl-Gas-Blocks in 16 Nationen involviert. Außerdem ist das Unternehmen an LNG-Projekten in Jemen, Peru, Oman und Ras Laffan (Katar) beteiligt.
Zu den Tochterunternehmen von SK innovation gehören: SK energy, SK global chemical, SK lubricants, SK incheon petrochem, SK trading international.

## Geschichte
Am 26. März 2014 erwarb das Unternehmen 100 % der Anteile an E&P America, Inc.
Das Unternehmen gehört zu den Vorreitern auf dem Gebiet der Separatoren (LiBSs) in Südkorea und will zwei weitere Produktionslinien in Südkorea errichten. Im Akkugeschäft arbeitet das Unternehmen bereits mit Ford, Kia Motors und der Mercedes-Benz Group zusammen.

## Geschäftsfelder
Geschäftstätigkeiten sind Exploration, Förderung und Verarbeitung von Erdöl und das Management der Tochterfirmen. Durch seine Tochterunternehmen ist das Unternehmen in folgende Geschäftsfelder involviert: Erdöl-Gewinnung und verwandte Aktivitäten, Petrochemie, Schmier- und Kraftstoffe. Der Geschäftszweig Erdöl-Gewinnung und verwandte Aktivitäten beinhaltet neben der Erdölexploration auch die Lieferung von Lithium-Polymer-Batterien und Lithium-Ionen-Batterie-Separatoren (LiBSs). Der Geschäftszweig Petrochemie produziert Kunststoffe, Kunstharze, Aromaten (Benzol, Toluol, Xylol, und Styrol) und anderes. Der Geschäftszweig Schmierstoffe produziert und vertreibt Fette und Schmieröle. Der Geschäftszweig Erdöl stellt bleifreies Benzin, Kerosin, Diesel und andere Ölprodukte her, kümmert sich um den Handel und die Lagerung von Kraftstoffen und Ölen und betreibt LKW-Rasthöfe.

## Skandale
Der SK Innovations wurde von United States International Trade Commission (USITC) vorgeworfen, das diese Patente von LG Chem stahlen, die ihnen schätzungsweise zehn Jahre Forschungsarbeit ersparten. SK wurde deshalb in den USA im Februar 2021 mit einem zehnjährigen Bann auf Lieferungen von Batterien und Batterieteilen belegt. Das Verfahren bleibt aber in der Schwebe, nachdem die USITC in einem Parallelverfahren entschieden hat, dass SK doch keine Patente verletzt habe, weil diese zum großen Teil ungültig seien.